# Dorfarje
Dorfarje so naselje v Občini Škofja Loka. V bližini je vas Crngrob. Nastalo je leta 1979 z združitvijo do tedaj samostojnih naselij Dorfarje - del in Šutna - del. Leta 2015 je imelo 215 prebivalcev.